# José Bustamante (labdarúgó, 1907)
José Bustamante (1907 – ?) bolíviai válogatott labdarúgó.
A bolíviai válogatott tagjaként részt vett az 1930-as világbajnokságon és az 1926-os és az 1927-es Dél-amerikai bajnokságon.

## Külső hivatkozások
- José Bustamante a FIFA.com honlapján Archiválva 2015. február 4-i dátummal a Wayback Machine-ben